# Historisk tidskrift
„Historisk tidskrift” – szwedzkie recenzowane czasopismo historyczne wydawane od 1881 roku przez Szwedzkie Towarzystwo Historyczne. Ukazuje jako kwartalnik; jest to najobszerniejsze czasopismo w naukach humanistycznych i społecznych w Szwecji (każdy rocznik liczy ok. 800 stron).